# Dobrochy (województwo zachodniopomorskie)

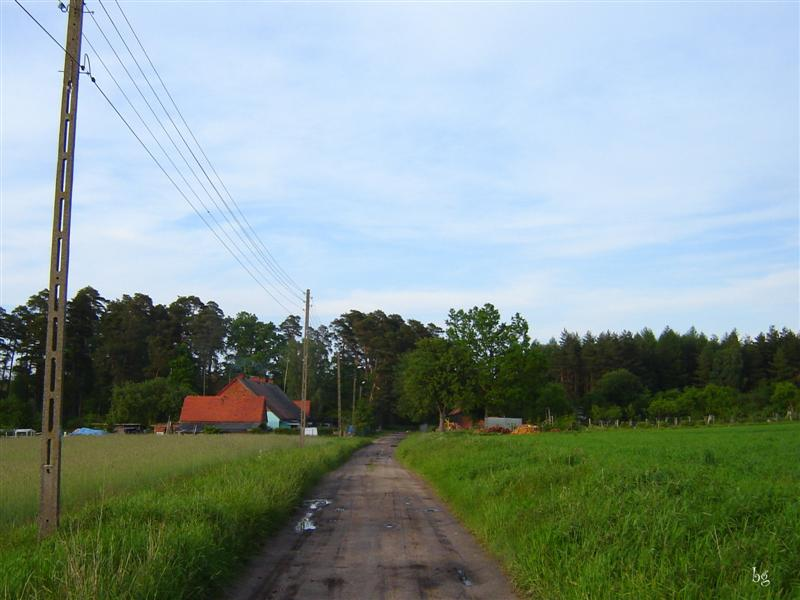
Widok osady

Dobrochy (do 1945 niem. Marienhof), poprzednie nazwy to kolejno Marianowo i Anin – osada w północno-zachodniej Polsce, położona w województwie zachodniopomorskim, w powiecie białogardzkim, w gminie Tychowo. W latach 1975–1998 osada należała do województwa koszalińskiego. Według danych UM, na dzień 31 grudnia 2014 roku osada miała 32 stałych mieszkańców. Osada leży ok. 3 km na północ od Tychowa.
Gmina Tychowo utworzyła jednostkę pomocniczą "Sołectwo Trzebiszyn", obejmujące miejscowości Dobrochy i Trzebiszyn. Mieszkańcy obu wsi wybierają sołtysa oraz radę sołecką, która składa się z 2 do 7 osób. 
Do 2009 roku Dobrochy wchodziły w skład "Sołectwa Tychowo".